# Tarlha Ri
Tarlha Ri (kinesiska: 打拉日) är ett berg i Kina. Det ligger i den autonoma regionen Tibet, i den sydvästra delen av landet, omkring 140 kilometer söder om regionhuvudstaden Lhasa. Toppen på Tarlha Ri är 6 616 meter över havet, eller 581 meter över den omgivande terrängen. Bredden vid basen är 5,1 km.
Runt Tarlha Ri är det mycket glesbefolkat, med 3 invånare per kvadratkilometer. Trakten runt Tarlha Ri är permanent täckt av is och snö.
Genomsnittlig årsnederbörd är 943 millimeter. Den regnigaste månaden är juli, med i genomsnitt 172 mm nederbörd, och den torraste är december, med 5 mm nederbörd.